# Підземелля Ромула
«Підземелля Ромула» (біл. Сутарэнні Ромула) — роман білоруської письменниці Людмили Рублевської. У 2011 році за роман «Підземелля Ромула» Людмила Рублевська була відзначена премією імені Франтішка Богушевича.

## Історія
Уперше роман «Підземелля Ромула» було опубліковано 2011 року в журналі «Дзеяслоў», № 47-49.
23 грудня 2011 року Людмила Рублевська за свій роман «Підземелля Ромула» була відзначена премією імені Франтішка Богушевича.
У 2012 році роман вийшов у книзі «Підземелля Ромула» (видавництво «Книгосбор»), до якої також увійшов роман Людмили Рублевської «Убити негодника, або Гра в Альборутенію» (біл. Забіць нягодніка, альбо Гульня ў Альбарутэнію).

## Сюжет
Дія книжки розгортається паралельно в різних часах навколо одного й того самого артефакту. Рублевська в художній формі досліджує сталінські репресії проти білоруської національної інтелігенції, а також історичний шлях і національний характер білорусів від часів ВКЛ до сучасності. Письменниця у своїх детективних розслідуваннях шляхом подорожі в часі описує, як професор Валеріан Скалович із катівень НКВС 1937 року потрапив у будинок біля Кальварійського цвинтаря 2000-го; розповідає, чому працівниця видавництва Арсенія Вяжевич схожа як дві краплі води на портрет графині з ХІХ століття.